# کارگران یدی در ژاپن
کارگران یدی در ژاپن (به ژاپنی: 肉体労働者)، طبق سرشماری سال ۱۹۹۵، کارگران یقه آبی بخش بسیار زیادی از نیروی کار در ژاپن را تشکیل می‌دهند، با ۳۰٫۱٪ از افراد شاغل ۱۵ ساله و بالاتر بر اساس داده‌های سرشماری سال ۱۹۹۵ به عنوان «صنعتگر، معدن، تولید و ساخت و ساز و کارگر» کار می‌کنند.
کلاس کارگران یدی شامل کارگران عادی، دارای مهارت خاص و پاره وقت، و همچنین تعداد زیادی از کارگران خارجی، همه با برنامه‌های کاری و مزایای شغلی متفاوت است.

## کارگران کارخانه در ژاپن

### تاریخچه صنعتی شدن
اکثر مردم ژاپن قبل از بازسازی می‌جی در صنعت کشاورزی کار می‌کردند (تقریباً ۷۰ تا ۸۰ درصد) و اگرچه نمونه‌هایی از تولید سازمان‌یافته در جوامع ژاپنی وجود داشت، فقدان فناوری و سرمایه مدرن مانع از کار کارخانه‌های صنعتی شد. در مقیاس بزرگ در حال ظهور بود. کارگران یدی زمانی که دوره میجی صنعتی شدن را پیش می‌برد، به طبقه قابل توجهی تبدیل شدند. دولت تازه اصلاح شده روی ایجاد کارخانه‌ها سرمایه‌گذاری کرد و آنها را به گروه‌های بازرگانی فروخت که به گسترش صنعت و ایجاد رشد اقتصادی کمک کردند. در ابتدا، این کارگران کارخانه متشکل از مردان و زنان جوان (نه اول زاده‌ها) بودند که از جوامع کشاورزی می‌آمدند.
شروع جنگ روسیه و ژاپن، و سپس جنگ جهانی اول، منجر به افزایش تولید کارخانه‌های ژاپنی برای تجهیزات نظامی شد و در نتیجه کارگران یدی بیشتری به کار گرفته شدند. در این دوره، تعداد کارگران مرد دائمی در صنعت از همتایان زن خود بیشتر شد. نیروی کار بزرگتر کارخانه صدای بیشتری به این کارگران داد و توجه به مسائل کارگری مانند دستمزد پایین و عدم آموزش را جلب کرد. برای کاهش گردش نیروی کار، کارفرمایان در شرکت‌های بزرگ استانداردهای بهتری را القا کردند که قبلاً فقط در دسترس کارکنان کارکنان دفتری (کارگر یقه‌سفید) بود، مانند افزایش دستمزد و فرصت‌های آموزش شغلی برای کارگران یدی مرد، و افزودن امکانات رفاهی برای استفاده آنها. جنگ جهانی دوم به تقویت فرایند صنعتی شدن ژاپن ادامه داد، اگرچه آتش‌بس در سال ۱۹۴۵ باعث شد بسیاری از کارگران کارخانه اخراج شوند که تا حدی منجر به موج قوی اتحادیه‌گرایی کارگری در ژاپن شد. حمایت از اتحادیه کارگری به ایجاد شرایط کاری بهتر برای کارگران کارخانه‌های یقه آبی پس از جنگ جهانی دوم و همچنین ایجاد رشد اقتصادی قابل توجه کمک کرد.

### موقعیت اجتماعی
در گذشته، معمول بود که کارگران کارخانه فقط تحصیلات اجباری را گذرانده باشند (۶ سال دبستان و ۳ سال دبیرستان)، اما در اواخر دهه ۱۹۶۰ شرکت‌های بزرگ بیشتری به دلیل جوان بودن به تحصیلات دبیرستانی برای استخدام نیاز داشتند. مردم بیشتر به ادامه تحصیل علاقه‌مند می‌شوند. دبیرستان‌های صنعتی در ژاپن یکی از محبوب‌ترین انواع دبیرستان‌های حرفه ای را تشکیل می‌دهند که توسط کارگران مشتاق یقه آبی، با این حال مهارت‌های خاص شغل هنوز عمدتاً توسط خود شرکت‌ها آموزش داده می‌شود، در حالی که مدارس عمدتاً بر توسعه عمومی تمرکز دارند.
هنگامی که کارخانه‌ها برای اولین بار معرفی شدند، یک سیستم پرداخت بر اساس ارشدیت ایجاد شد، البته فقط برای کارکنان کارکنان. در اواخر قرن بیستم، رشد صنعت و افزایش سودآوری به نیروی کار بیشتری نیاز داشت، بنابراین سیستم پرداخت مبتنی بر سنوات به کارگران یدی نیز گسترش یافت، بنابراین کارگران جوان دستمزد کمتری دریافت می‌کنند در حالی که به کارگران مسن‌تر که انتظار می‌رود به زودی بازنشسته، بیش از حد پرداخت می‌شود. کارگران غیرعادی، پاره وقت یا خارجی در کارخانه‌ها، علیرغم اینکه در سال‌های اخیر به بخش بزرگی از بازار کار ژاپن تبدیل شده‌اند، در همان ساختار حقوق قرار نمی‌گیرند.